# Michael Stoute (Radsportler)
Michael Clifford Stoute (* 3. Februar 1948) ist ein ehemaliger barbadischer Radsportler.
Stoute nahm bei den Olympischen Sommerspielen 1968 am Straßenrennen teil, konnte dieses jedoch nicht beenden.